# 劉絵 (南朝斉)
劉絵（劉繪、りゅう かい、458年 - 502年）は、南朝宋から斉にかけての官僚・文人。字は士章。本貫は彭城郡彭城県安上里。

## 経歴
劉勔の子として生まれた。宋末に著作郎を初任とし、蕭道成の下で太尉行参軍となった。昇明2年（478年）、蕭嶷が江州刺史となると、劉絵はその下で左軍主簿となった。昇明3年（479年）に蕭嶷が荊州刺史に転じると、劉絵は随従して江陵に赴き、鎮西外兵曹参軍となった。同年（建元元年）、斉が建国され、蕭嶷が揚州刺史に転じると、劉絵はまた随従して驃騎主簿となった。
劉絵は聡明で機転が利き、文章を理解し、隷書を得意とした。蕭嶷は属僚のうちで王詡とともに劉絵を高く評価した。劉絵は司空記室録事となり、太子洗馬に転じた。大司馬諮議となり、録事を兼ねた。ときに豫章王蕭嶷と文恵太子蕭長懋のあいだの党争が激しくなり、劉絵は争いを避けるために外任を求め、南康郡の相となった。郡の事務の余暇には、もっぱら講説に意を注いだ。建康に召還されて安陸王蕭子敬の下で護軍司馬となり、中書郎に転じ、武帝の詔勅の起草をつかさどった。武帝の命を受けて国子祭酒の何胤による礼儀の制定を助けた。当時、建康の文人たちは竟陵王蕭子良の西邸に集っていたが、劉絵は後進の領袖として、多才を発揮した。
永明8年（490年）に蕭子響が処刑された後、蕭嶷はかれを葬ろうと、劉絵を召し出し上表文を作らせた。劉絵が紙と筆を求めると、わずかの間に書き上げた。蕭嶷はこれに8字を足すだけで、出来映えに感心して「禰衡であってもこれを上回るということはあるまい」と評した。後に北魏の使者がやってくると、劉絵は武帝の命を受けて応接した。事が終わると、『語辞』の編纂にあたった。
隆昌元年（494年）、兄の劉悛が罪を受けて処刑されそうになったため、劉絵は宮殿を訪れて兄に代わって死にたいと申し出た。輔政の地位にあった西昌侯蕭鸞に救われて解放された。劉絵は蕭鸞に召し出されて鎮軍長史となり、黄門郎に転じた。同年（延興元年）7月に蕭鸞が驃騎大将軍となると、劉絵は輔国将軍の号を受け、諮議をつとめ、録事を兼ね、文章の筆記をつかさどった。同年（建武元年）10月に明帝（蕭鸞）が即位すると、劉絵は太子中庶子に転じ、寧朔将軍・撫軍長史として出向した。
蕭緬の子の安陸王蕭宝晊が湘州刺史となると、劉絵はその下で冠軍長史・長沙郡内史となり、行湘州事をつとめた。蕭宝晊の妃は劉絵の兄の劉悛の娘であったが、蕭宝晊は妃を顧みずに侍婢を愛したため、劉絵は侍婢を奪い取り、事情を奏聞した。蕭宝晊はこのことを恨みに思って、劉絵と険悪であった。
母が死去したため、劉絵は官を去って喪に服した。喪が明けると、晋安王蕭宝義の下で寧朔将軍・征北長史・南東海郡太守となり、行南徐州事をつとめた。永元2年（500年）、蕭衍が起兵すると、朝廷は劉絵を持節・都督雍梁南北秦四州郢州之竟陵司州之隨郡諸軍事・輔国将軍・領寧蛮校尉・雍州刺史に任じようとしたが、劉絵は固辞して受けなかった。建安王蕭宝寅の下で車騎長史となり、車騎府と建安国の事務を代行した。蕭衍が建康を包囲すると、南兗州刺史の張稷が城内の軍事を取りしきり、ひそかに蕭宝巻の廃位が計画され、劉絵もこれに参与した。蕭宝巻が殺害されると、建康の城内は劉絵と范雲に首級を持たせて石頭城にいる蕭衍のもとに派遣させた。劉絵は大司馬従事中郎となった。
中興2年（502年）、死去した。享年は45。編著に『能書人名』があった。

## 子女
- 劉孝綽（長男）
- 劉孝能（次男、早逝）
- 劉潜（三男、字は孝儀）
- 劉孝勝（五男）
- 劉孝威（六男）
- 劉孝先（七男）
- 女（王叔英にとついだ）
- 女（張嵊にとついだ）
- 劉令嫺（徐勉の子の徐悱にとついだ）

## 伝記資料
- 『南斉書』巻48 列伝第29
- 『南史』巻39 列伝第29